# 國安法指定法官
國安法指定法官（英語：Designated National Security Law Judges）是根據《中华人民共和国香港特别行政区维护国家安全法》，由香港特別行政區行政長官任命的現任裁判官或法官，負責處理香港和香港以外危害中華人民共和國國家安全的犯罪案件。未經行政長官指定的法官不得審理這些案件或進行相關司法程序。

## 沿革
2020年6月30日，中華人民共和國全國人民代表大會常務委員會全票通過《中華人民共和國香港特別行政區維護國家安全法》，並將其列入香港基本法附件三在香港公佈實施。該法第四十四條第三款規定，任何涉及中華人民共和國國家安全的犯罪案件應由「指定法官」審理。
根據香港國安法，行政長官應該指定部份現任裁判官及各級法官處理中國國安罪行案件。在授予指定前，行政長官可以選擇諮詢終審法院首席法官及國家安全委員會。指定法官的任期為一年。
此外，香港國安法規定行政長官不得委任曾經發表危害中華人民共和國國家安全言行的裁判官或法官成為指定法官。如果在任指定法官有任何被認為危害中國國家安全的言論或行為，行政長官則可以撤銷該法官的任命。

## 名單
香港特區政府以指定法官的資料涉及個人私隱和屬機密資料為由，拒絕向公眾披露指定法官的完整名單。但是，當個別國安案件在法庭上公開進行各種法律程序時，傳媒及公眾就能知道誰是指定法官。不過，公眾仍然無法得知未曾公開處理任何國安案件的個別指定法官。同樣地，公眾亦不會知道任何指定法官的實際任期（即獲特首任命及指定結束的確實日期）。

### 現任
| 指定法官或裁判官 | 相應法院 | 備註                         |
| ---------------- | -------- | ---------------------------- |
| 張舉能           | 終審法院 | 首席法官                     |
| 李義             | 終審法院 | 常任法官                     |
| 霍兆剛           | 終審法院 | 常任法官                     |
| 陳兆愷           | 終審法院 | 非常任法官                   |
| 司徒敬           | 終審法院 | 非常任法官                   |
| 林文瀚           | 終審法院 | 常任法官 前上訴法庭法官      |
| 潘兆初           | 上訴法庭 | 高等法院首席法官 庭長        |
| 朱芬齡           | 上訴法庭 | 副庭長                       |
| 關淑馨           | 上訴法庭 | 副庭長                       |
| 彭偉昌           | 上訴法庭 |                              |
| 彭寶琴           | 上訴法庭 | 前原訟法庭法官               |
| 周家明           | 上訴法庭 |                              |
| 杜麗冰           | 原訟法庭 |                              |
| 李素蘭           | 原訟法庭 |                              |
| 李運騰           | 原訟法庭 |                              |
| 陳慶偉           | 原訟法庭 |                              |
| 陳仲衡           | 原訟法庭 |                              |
| 陳嘉信           | 原訟法庭 |                              |
| 黎婉姬           | 原訟法庭 |                              |
| 陳廣池           | 區域法院 |                              |
| 胡雅文           | 區域法院 | 現為高等法院原訟法庭暫委法官 |
| 練錦鴻           | 區域法院 | 尚未被美國點名               |
| 郭偉健           | 區域法院 |                              |
| 嚴舜儀           | 區域法院 |                              |
| 謝沈智慧         | 區域法院 |                              |
| 蘇惠德           | 裁判法院 | 總裁判官                     |
| 蘇文隆           | 裁判法院 | 東區裁判法院主任裁判官       |
| 徐綺薇           | 裁判法院 | 西九龍裁判法院主任裁判官     |
| 鄭念慈           | 裁判法院 |                              |
| 香淑嫻           | 裁判法院 |                              |

### 前任
| 指定法官或裁判官 | 相應法院 | 備註                                                                   |
| ---------------- | -------- | ---------------------------------------------------------------------- |
| 馬道立           | 終審法院 | 前終審法院首席法官，在2021年1月退休。 尚未被美國點名                   |
| 楊振權           | 上訴法庭 | 前上訴法庭副庭長，於2021年8月退休；現任截取通訊監察專員                |
| 杜浩成           | 裁判法院 | 前裁判法院裁判官，於2022年4月退休，現為私人執業大律師； 尚未被美國點名 |
| 羅德泉           | 裁判法院 | 前西九龍裁判法院主任裁判官，於2023年10月退休                           |

## 制裁
2023年5月12日，美國國會轄下國會及行政當局中國委員會（CECC）發表報告，批評港區國安法猶如一套現有司法制度之外的「平行制度」，削弱司法程序上的權利，亦提及國安法下的指定法官制度，批評指定法官處理國安案件等同有份削弱本港自由及民主，並點名29名曾處理國安相關案件的各級法院法官，促請美國政府考慮制裁，當中包括終審法院首席法官張舉能、三名終審法院常任法官李義、霍兆剛、林文瀚以及前上訴法庭副庭長楊振權。
美國當局曾於2017年及2019年制裁委內瑞拉及伊朗法官，指他們容許行政當局運用緊急法令，以及導致冤獄出現。CECC報告提及多宗國安法案件，包括唐英傑案、馬俊文案、呂世瑜案、黎智英案及立場新聞案等，質疑國安法不受制約，令削弱司法制度，不尊重基本司法權利，例如無罪推定，又指國安法不受制約，並成為政治打壓的工具。CECC促請美國政府續為香港在囚「政治犯」發聲，並運用堅實的政策工具應對中國顛覆普世價值的行為。